# Předmíř
Předmíř (en allemand : Pschedmirsch) est une commune du district de Strakonice, dans la région de Bohême-du-Sud, en République tchèque. Sa population s'élevait à 325 habitants en 2020.

## Géographie
Předmíř se trouve à 11 km au nord-ouest de Blatná, à 28 km au nord-nord-ouest de Strakonice, à 78 km au nord-ouest de České Budějovice et à 81 km au sud-ouest de Prague.
La commune est limitée par Hvožďany au nord, par Březí à l'est, par Kocelovice et Lnáře au sud, et par Kasejovice et Mladý Smolivec à l'ouest.

## Histoire
La première mention écrite du village date de 1318.

## Administration
La commune se compose de quatre quartiers :
- Metly
- Předmíř
- Řiště
- Zámlyní